# Norman Shumway
Norman Edward Shumway (9 de fevereiro de 1923 – 10 de fevereiro de 2006) foi um cirurgião norte-americano pioneiro da cirurgia de transplante de coração, tendo sido o primeiro médico a realizar com êxito este tipo de operação nos Estados Unidos.